# Musica su schemi
Musica su schemi è il sesto album del Gruppo di Improvvisazione Nuova Consonanza, prodotto dalla milanese Cramps Records nel 1976.

## Tracce
Lato A
1. Schema 1
2. Schema 2

Lato B
1. Schema 3
2. Omaggio A Giacinto Scelsi